# Ruine Kastelen
Die Ruine Kastelen ist eine Burgruine im Westen von Alberswil im Kanton Luzern in der Schweiz. Die Burg wurde im 13. Jahrhundert von den Grafen von Kyburg erbaut. Zur Zeit des Bauernkrieges wurde die Burg geplündert und beschädigt. 1743 liess der Staat Luzern die Burg bis auf die Aussenmauern des Hauptgebäudes abtragen. Ab 1996 wurde die Ruine fachgerecht restauriert. Sie ist seit 2006 mit einem öffentlich zugänglichen Aussichtsturm versehen. Gleich neben der Ruine des Wohnturms befindet sich ein 57,6 m tiefer Sodbrunnen.

## Lage

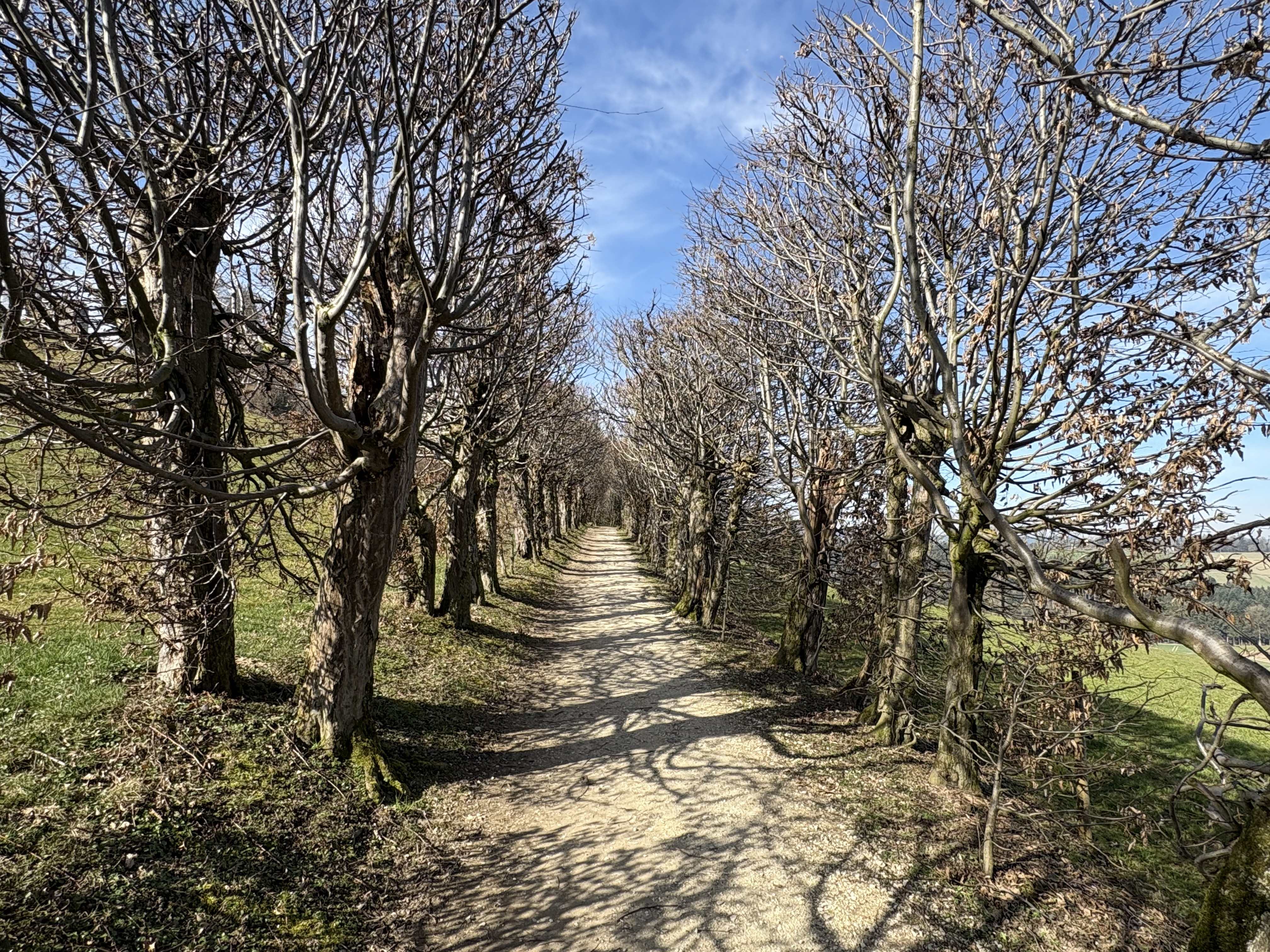
Laubengang

Die Reste der einstigen Höhenburg stehen auf 651 m ü. M. auf einer bewaldeten Anhöhe im Luzerner Hinterland. Sie ist zu Fuss von Alberswil oder vom Schweizerischen Agrarmuseum Burgrain her in einer knappen halben Stunde erreichbar. Empfehlenswert ist der Weg via Schloss Kastelen, weil von dort eine schöne Hagebuchen-Allee bis zum Waldrand führt.
Die Ruine liegt zuoberst auf dem Hügel und ist auf drei Seiten von Buchenwald umgeben. Nur Richtung Osten ist die Sicht zwischen drei mächtigen Linden hindurch frei.

## Geschichte

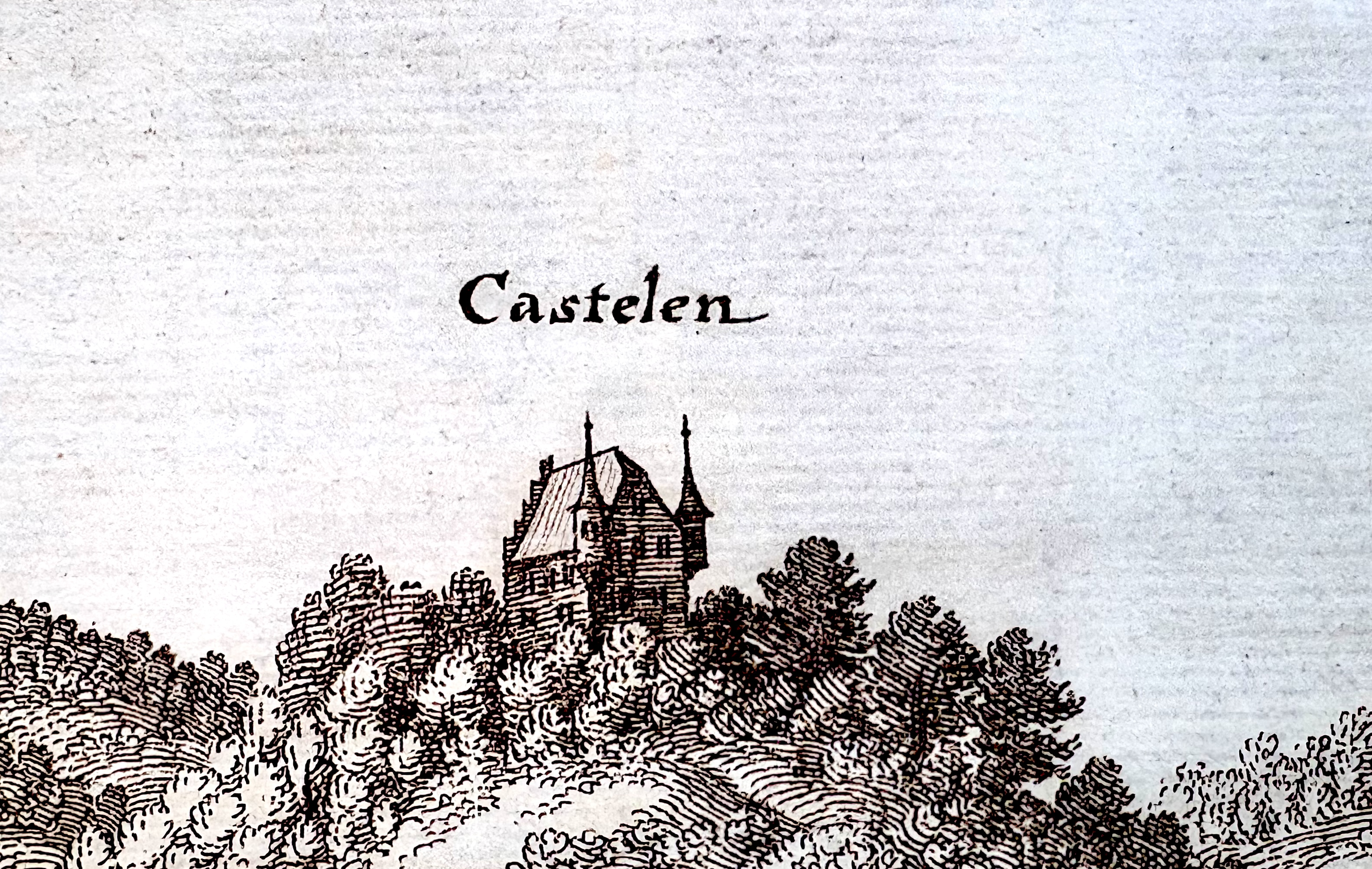
Burg Castelen um 1650

Archäologische Untersuchungen zeigen, dass der Burghügel von Kastelen bereits in der Jungsteinzeit begangen wurde. In der Spätbronzezeit lag eine Siedlung auf der Hügelkuppe.
Im Hochmittelalter entstand eine Holz-Erdburg, von der ein mit Palisaden umgebener Wohnturm nachgewiesen werden konnte. Die schriftlichen Quellen schweigen sich darüber aus.
Der Wohnturm wurde 1249–1253 durch den Kyburger Graf Hartmann V. erbaut. Mit dem Aussterben der Kyburger um 1264 ging die Burg an die Habsburger über. Kastelen wurde 1273 Mittelpunkt eines habsburgischen Amtsbezirks. Die Burg überstand 1375 den Ansturm der Gugler und blieb im Sempacherkrieg 1386 dank der guten Beziehungen der Luternauer (Vasallen der Habsburger) zu Luzern verschont.
1482 kaufte der Luzerner Schultheiss Hans Feer die Herrschaft Kastelen. 1598 gelangte die Herrschaft durch Kauf in die Hände des Luzerner Stadtpatriziers Hans Ulrich Heinserlin, der einen umfangreichen Umbau des Schlosses in Angriff nahm. Nach Heinserlins Konkurs übernahm der Stadtstaat Luzern 1645 die unvollendet gebliebene und leerstehende Schlossanlage. Im Bauernkrieg 1653 wurde die Burg als Symbol der städtischen Herrschaft geplündert und stark beschädigt, wurde jedoch auf Kosten der verantwortlichen Bauern wieder instand gestellt.
1680 erwarb der Luzerner Patrizier und Malteserritter Franz von Sonnenberg die Herrschaft inklusive Burgliegenschaft. Sein Neffe Heinrich von Sonnenberg erbaute 1682 das Schloss Kastelen auf halber Höhe zwischen der Ruine und Alberswil. 1743 liess der Staat Luzern die zerfallende Burg bis auf die Aussenmauern des Hauptgebäudes abbrechen.
Am 22. Juli 1996 kaufte der Verein Burgruine Kastelen die Fläche von gut 28 Aren mit der Burgstelle für einen symbolischen Preis. Dieser am 27. Juni 1996 gegründete Verein mit mehreren hundert Mitgliedern kümmert sich seither um die fachgerechte Sicherung, Erhaltung und besuchergerechte Präsentation der Ruine.
1998 begann die Restaurierung, wobei zuerst eine baugeschichtliche Untersuchung und Dokumentation des Mauerwerks erfolgte. Nach der Sicherung und Instandstellung der Wohnturm-Ruine – insbesondere des obersten, einsturzgefährdeten Geschosses – führte die Kantonsarchäologie 2002 im Turm aufschlussreiche Ausgrabungen durch. 2006 wurde ein freistehender Aussichtsturm in die Turmruine eingebaut. Unterhalb der Ruine wurde ein massiver Unterstand aus Beton eingebaut.

## Anlage

### Ruine des Turms
Abgesehen von ausgeprägten Geländemerkmalen sind von der mittelalterlichen Burg nur die Ruine des Wohnturms und der Sodbrunnen übrig geblieben. Dendrochronologische Untersuchungen von noch im Mauerwerk steckenden Balkenresten erlauben es, die Bauarbeiten an der kyburgischen Burganlage in die Zeit zwischen 1249 und 1253 zu datieren.
Der heute noch 21 m hohe Wohnturm mit einem Hocheingang bestand aus dem als Keller genutzten Erdgeschoss und vier Obergeschossen. Die drei Rundbogenfenster auf der Süd- und Ost-Fassade deuten darauf hin, dass es im 1. Obergeschoss eine Hauskapelle gab. In der Nordwestecke des 2. Obergeschosses wurde im Verlauf des Spätmittelalters eine Küche eingerichtet. Im 3. Obergeschoss lagen Wohnräume samt Kachelofen. Das 4. Stockwerk mit seinen vier Eckerkern und grossen Fensteröffnungen diente als Wehrplattform. Im 16. Jahrhundert wurde dieses Geschoss zu einem weiteren Wohngeschoss ausgebaut.

### Sodbrunnen
Wenige Meter neben dem Turm liegt der Sodbrunnen. Im Winter 2003/2004 wurde der im 20. Jahrhundert angebrachte Deckel entfernt, der Brunnen bis auf den Grund ausgeräumt und neu aufgemauert. Er ist mit 57,6 m einer der tiefsten Sodbrunnen seiner Art in der Schweiz. Der Brunnen wird mit zwei Lampen ausgeleuchtet, sodass Besucher durch den Gitterrost bis auf den Wasserspiegel sehen können. Der Wasserstand bleibt konstant bei 2,2 m, da die täglich neu zufliessenden 200 Liter Wasser durch eine durchlässige Schicht über dem Nagelfluhgestein wieder abfliessen können. Erkenntnisse archäologischer Untersuchungen weisen darauf hin, dass der Sodbrunnen im Spätmittelalter entstanden, der Burganlage also nachträglich hinzugefügt worden ist.

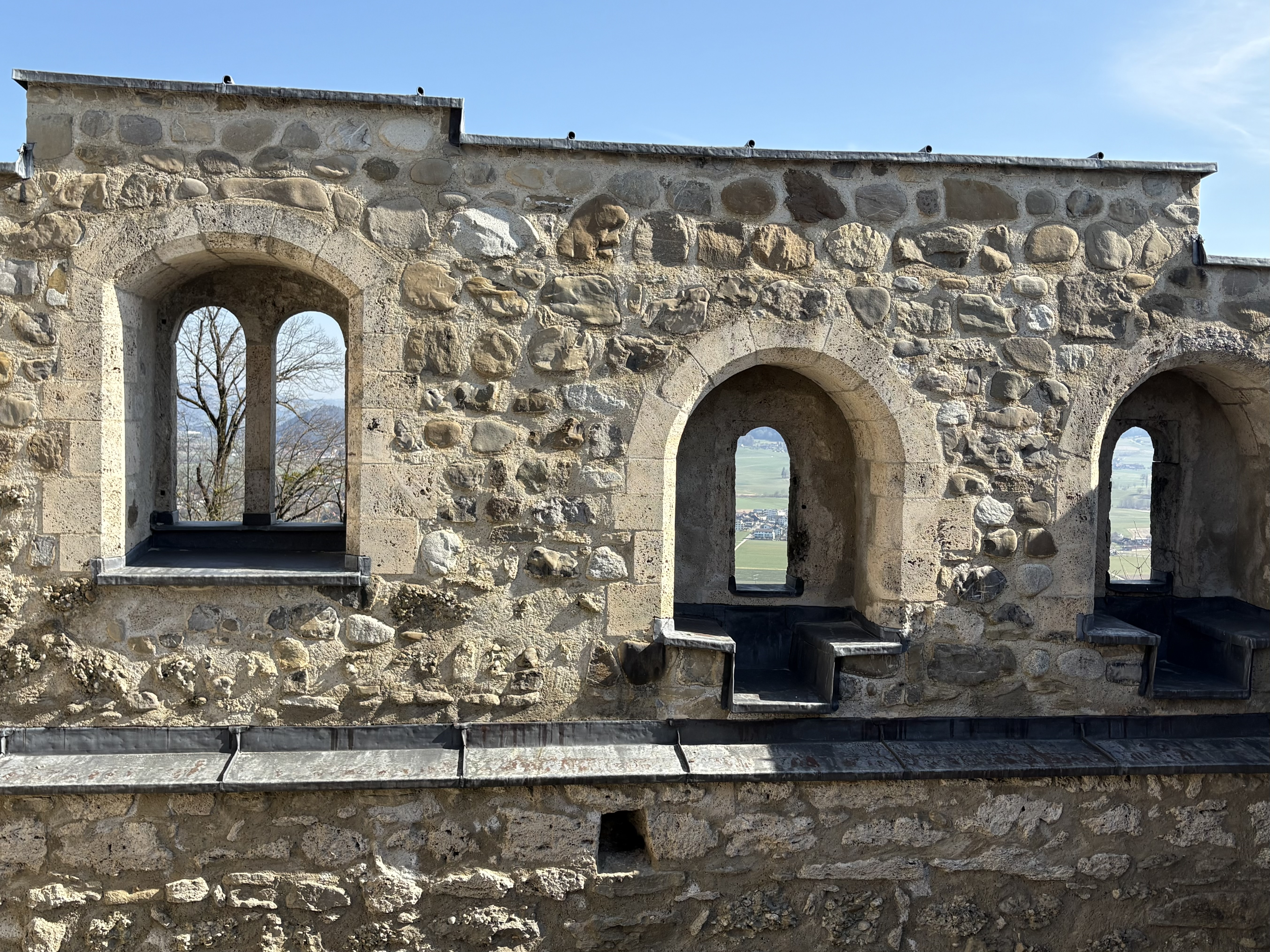
Bogenfenster
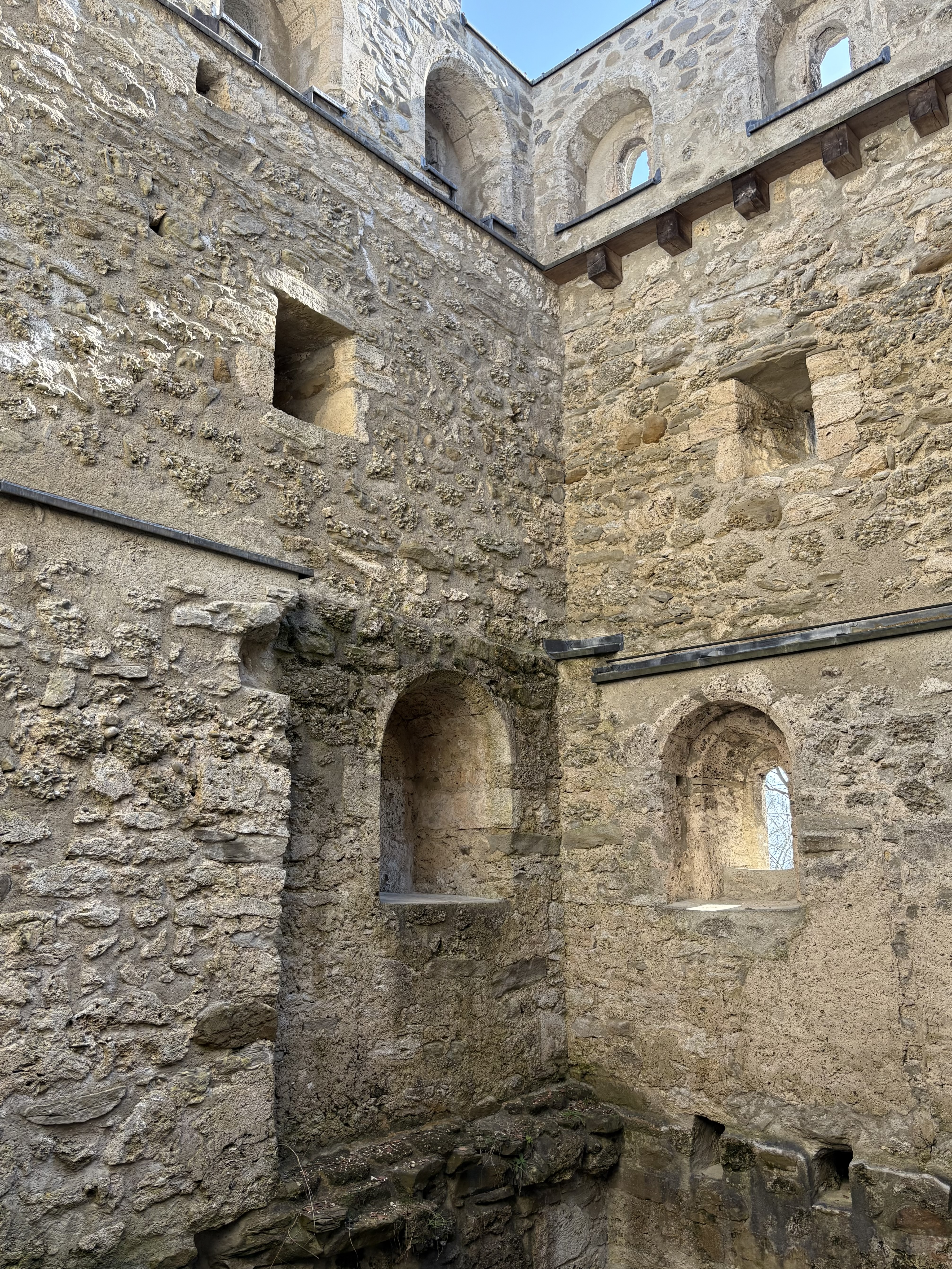
Turmecke
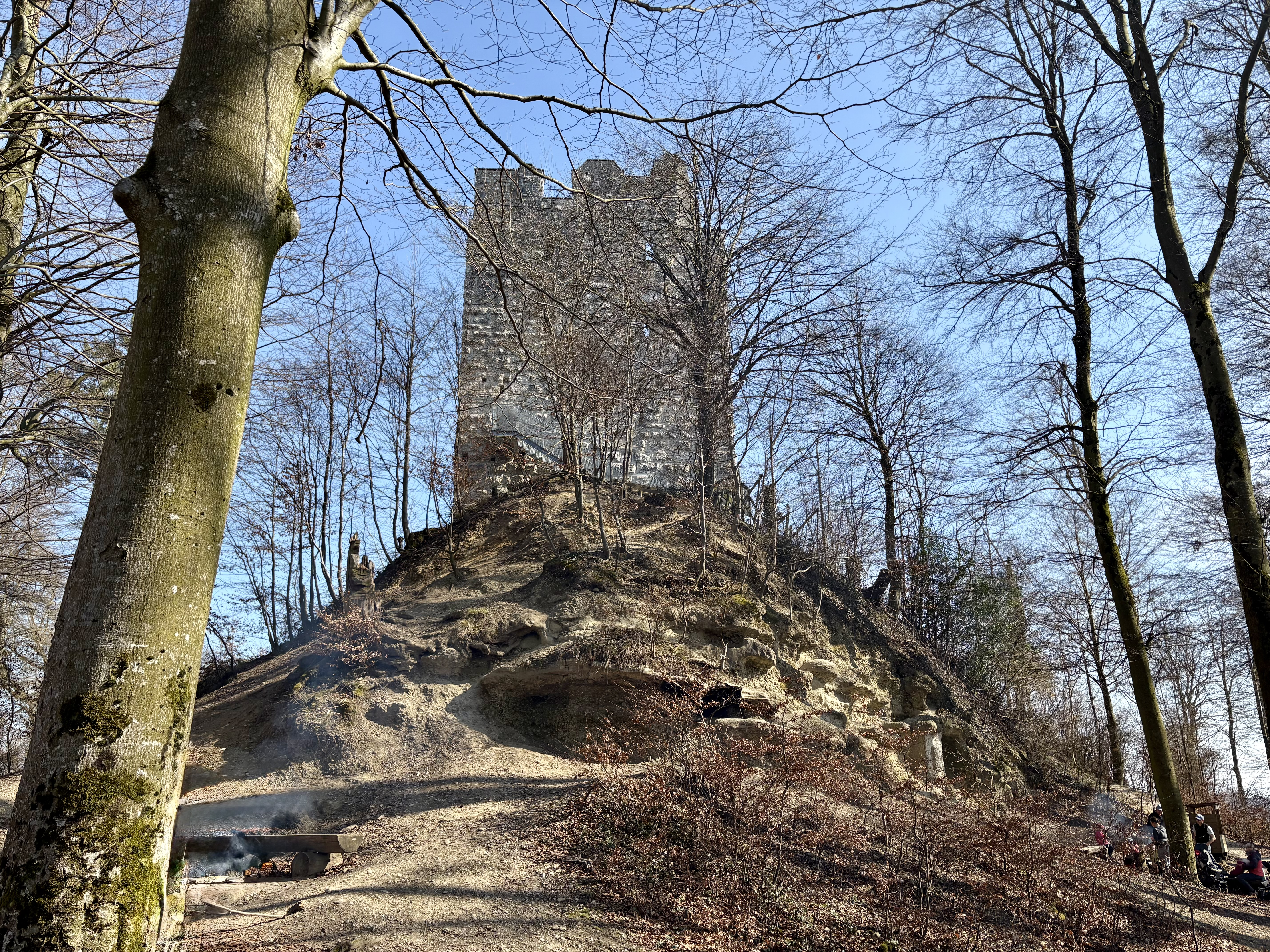
Ansicht von Norden
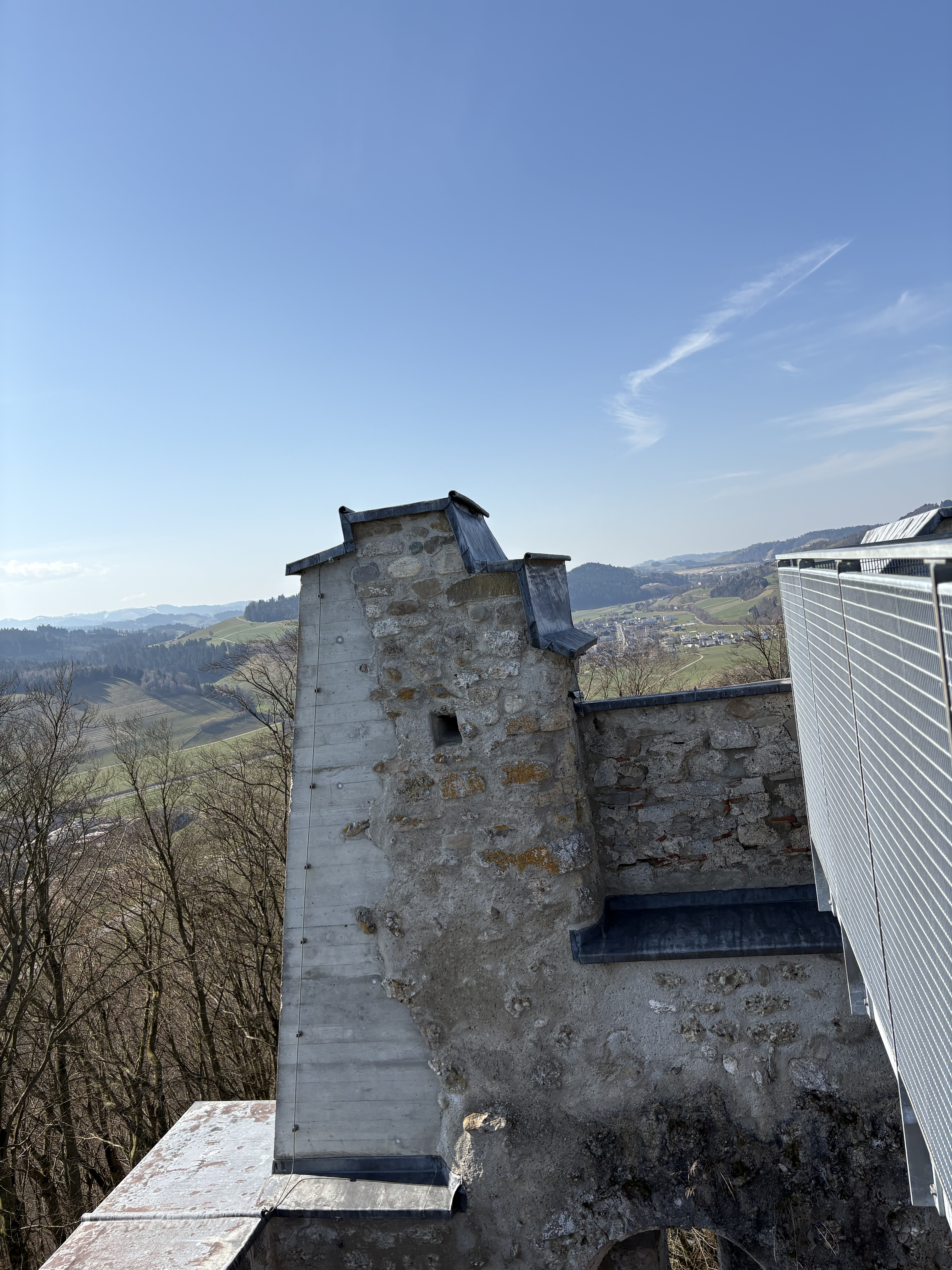
Mit Sichtbeton restauriert....

## Aussichtsturm
2006 wurde in den Wohnturm ein freistehender metallener Aussichtsturm mit zwei Plattformen eingebaut. Eine Aussentreppe führt zum Hocheingang. Die untere Plattform ermöglicht eine gute Sicht auf die Innenmauern der Ruine. Bei Führungen ist es möglich, von dort aus auf den Boden des Wohnturms zu gelangen, um die Ruine in ihrer gesamten Höhe zu sehen.
Von der oberen Plattform aus bietet der Turm ein imposantes 360°-Panorama. In der Nähe sieht man gut auf die umliegenden Gemeinden oder auf das Schloss Wyher. Bei guter Fernsicht können auch Säntis, Teile der Alpen, des Juras oder des schweizerischen Mittellandes betrachtet werden.

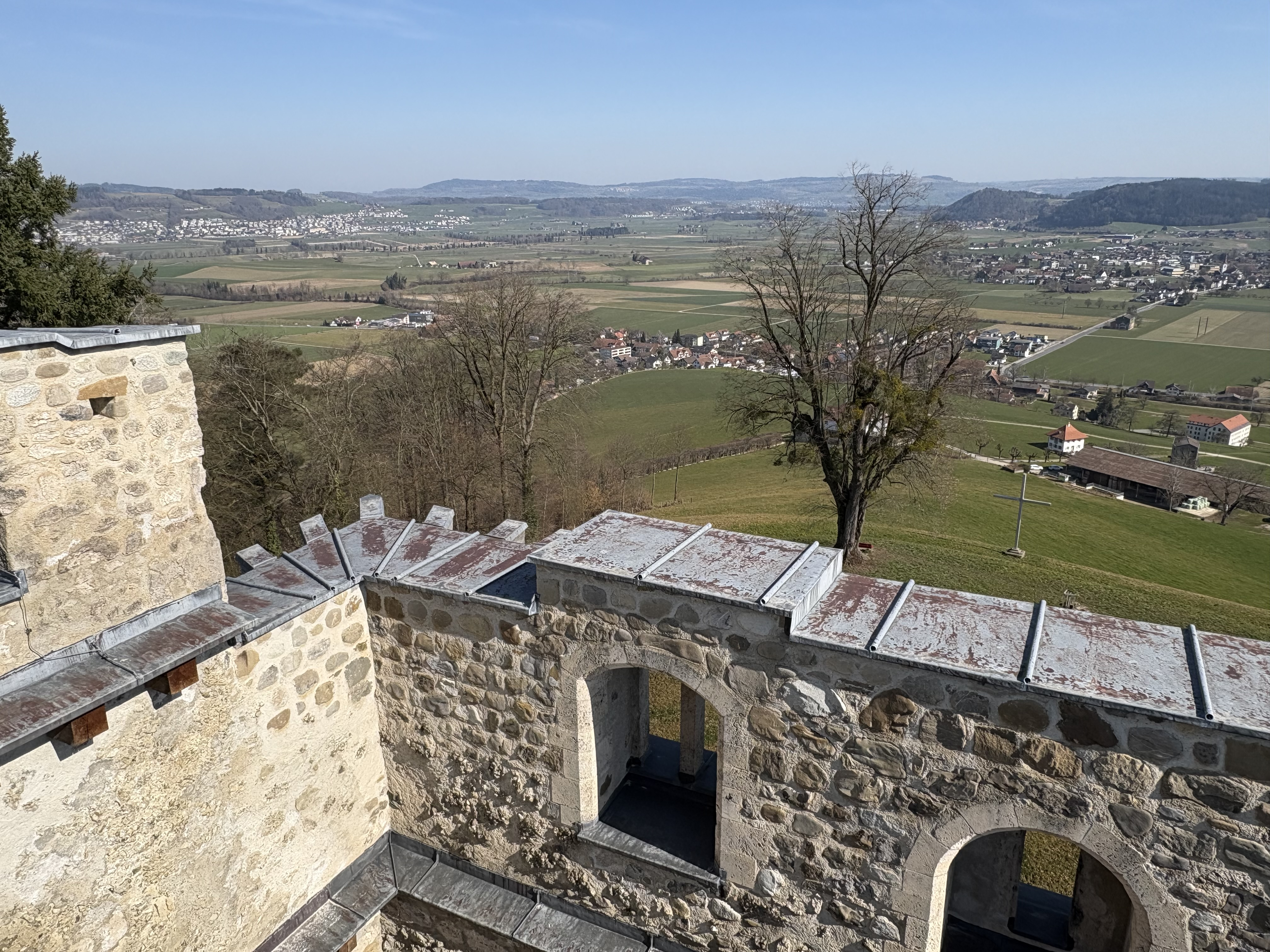
Aussicht, links hinten Wauwil
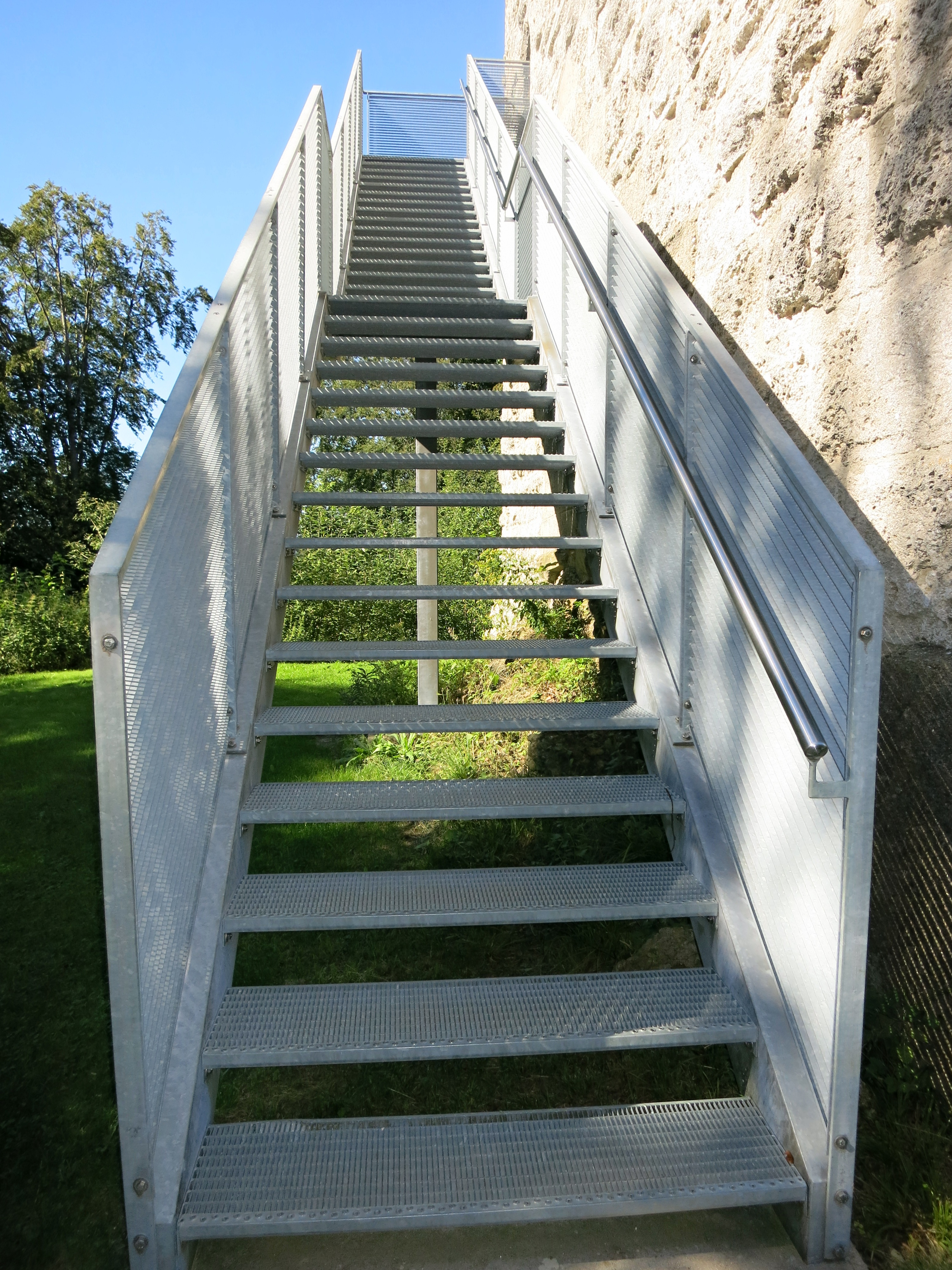
Äussere Treppe
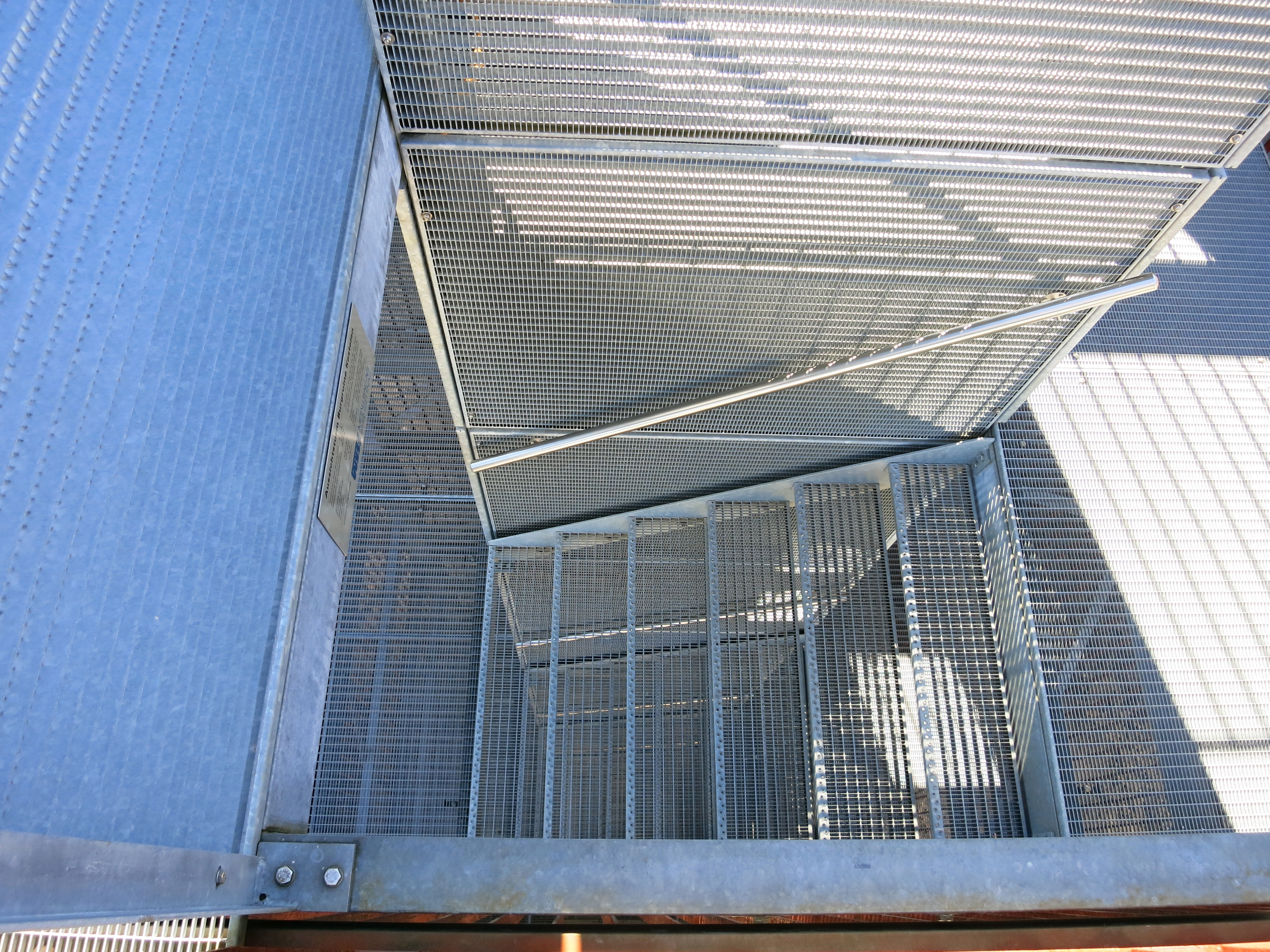
Innere Treppe
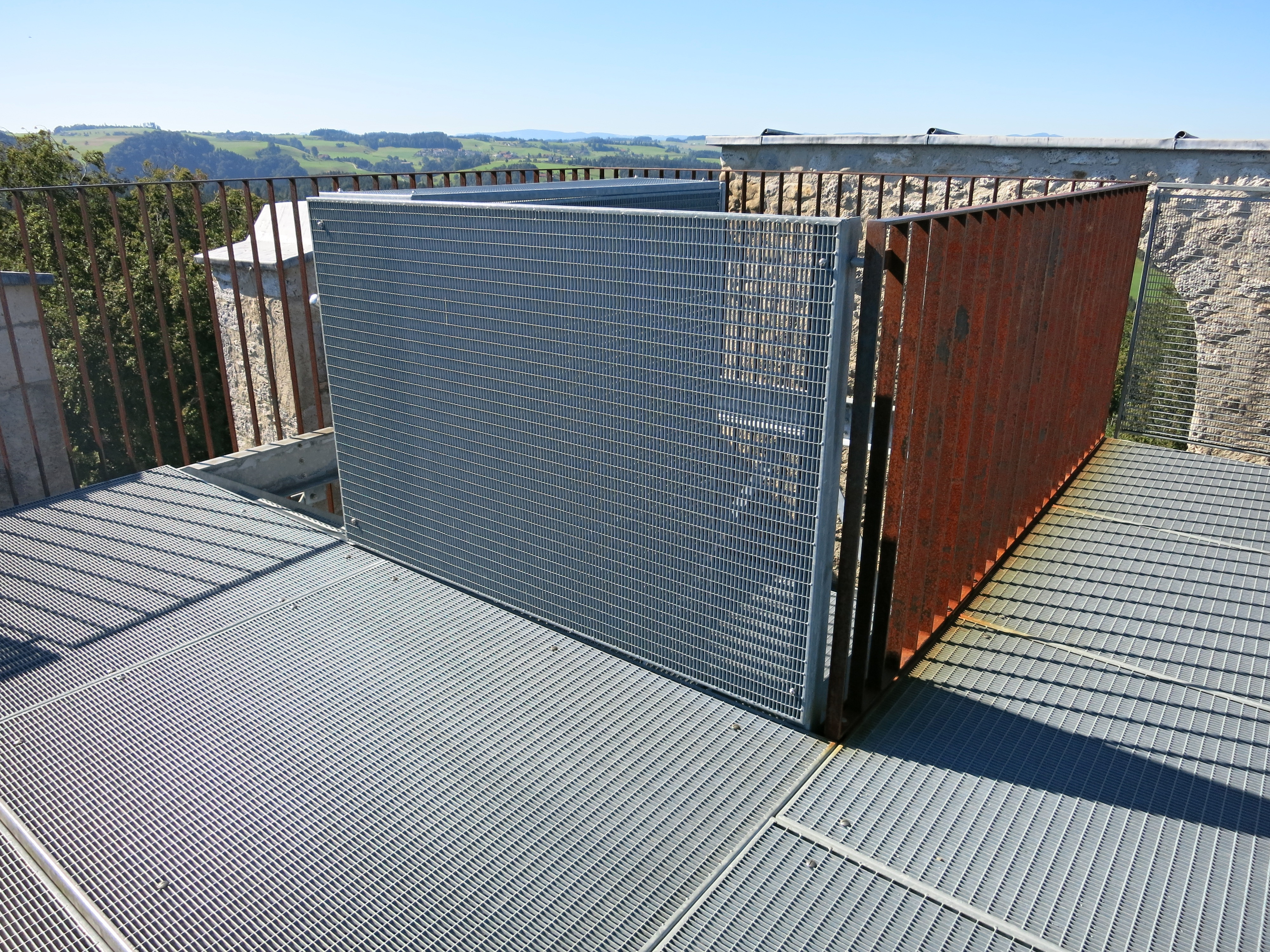
Aussichtsplattform